# Matías Alustiza
Gustavo Matías „Chavo” Alustiza (ur. 31 maja 1984 w Azul) – argentyński piłkarz z obywatelstwem meksykańskim występujący na pozycji napastnika.

## Kariera klubowa
Alustiza rozpoczynał swoją karierę piłkarską w skromnym, czwartoligowym klubie Club Ramón Santamarina z siedzibą w Tandil, w którego barwach występował bez większych sukcesów przez dwa lata, będąc jednak czołowym strzelcem ekipy. Jego udane występy zaowocowały transferem do występującego na zapleczu najwyższej klasy rozgrywkowej zespołu Chacarita Juniors ze stołecznego Buenos Aires, gdzie od razu został kluczowym graczem formacji ofensywnej i wyróżniającym się graczem w rozgrywkach drugoligowych. Po upływie półtora roku, w styczniu 2008, udał się na wypożyczenie do hiszpańskiego drugoligowca Albacete Balompié, w którego barwach spędził sześć miesięcy, często pełniąc rolę rezerwowego i plasując się ze swoją drużyną w środku tabeli. Po powrocie do Chacarita wciąż był jednym z najskuteczniejszych napastników drugiej ligi argentyńskiej i na koniec rozgrywek 2008/2009 awansował ze swoim zespołem na najwyższy szczebel ligowy. W argentyńskiej Primera División zadebiutował 22 sierpnia 2009 w przegranym 1:2 spotkaniu z Tigre, zaś premierowe gole strzelił osiem dni później w przegranej 3:4 konfrontacji z River Plate, dwukrotnie wpisując się na listę strzelców.
Wiosną 2010 Alustiza został wypożyczony do hiszpańskiego Xerez CD, prowadzonego przez swojego rodaka Néstora Gorosito. W Primera División zadebiutował 7 lutego 2010 w przegranym 2:3 meczu z Athletikiem Bilbao, natomiast jedyną bramkę zdobył 4 kwietnia tego samego roku w zremisowanym 2:2 pojedynku ze Sportingiem Gijón. Ogółem w Xerez spędził pół roku, niemal wyłącznie w roli rezerwowego, a na koniec sezonu 2009/2010 zajął ostatnie miejsce w tabeli i spadł ze swoją ekipą do drugiej ligi. Bezpośrednio po tym powrócił do ojczyzny, na zasadzie wypożyczenia zasilając Arsenal de Sarandí, w którym bez większych sukcesów grał przez rok, również wyłącznie jako rezerwowy. W lipcu 2011 został piłkarzem ekwadorskiego Deportivo Quito, w którego barwach 23 lipca 2011 w wygranym 4:0 spotkaniu z Mantą zadebiutował w ekwadorskiej Serie A, wówczas także strzelając pierwszego gola. Od razu został czołowym zawodnikiem ligi i w sezonie 2011 wywalczył z ekipą Carlosa Ischii mistrzostwo Ekwadoru. W 2012 roku z ośmioma golami na koncie został natomiast królem strzelców najbardziej prestiżowych rozgrywek kontynentu – Copa Libertadores, dzieląc się tym tytułem z Neymarem.
W lipcu 2012 Alustiza wyjechał do Meksyku, przenosząc się do tamtejszego klubu Puebla FC. W tamtejszej Liga MX zadebiutował 20 lipca 2012 w przegranym 0:2 pojedynku z Tijuaną, od razu zostając podstawowym napastnikiem drużyny. Pierwsze gole w lidze meksykańskiej strzelił natomiast 3 sierpnia tego samego roku w zremisowanym 2:2 spotkaniu z Santosem Laguna, kiedy to dwukrotnie wpisał się na listę strzelców. W barwach Puebli spędził kolejne dwa lata, będąc jednym z czołowych napastników w rozgrywkach, po czym przeniósł się do wyżej notowanego zespołu CF Pachuca. Jego barwy reprezentował z kolei bez większych sukcesów przez sześć miesięcy, przeważnie jako podstawowy zawodnik, jednak na listę strzelców wpisywał się nieregularnie.
Wiosną 2015 Alustiza za 2,4 miliona dolarów został z powrotem odkupiony przez Pueblę. Tam już w pierwszym, wiosennym sezonie Clausura 2015 zdobył puchar Meksyku – Copa MX, zaś bezpośrednio po tym sukcesie został mianowany przez trenera Pablo Mariniego nowym kapitanem zespołu. W tym samym roku zdobył również z Pueblą krajowy superpuchar – Supercopa MX. W lipcu 2015 otrzymał meksykańskie obywatelstwo w wyniku kilkuletniego zamieszkiwania w tym kraju.

## Statystyki kariery
| Santamarina       | 2004–2005 | Argentyna | Torneo Argentino B | —   | —   | —  | —        | —             | —  | —   | —   | —   |
| Santamarina       | 2005–2006 | Argentyna | Torneo Argentino B | —   | —   | —  | —        | —             | —  | —   | —   | —   |
| Chacarita Juniors | 2006–2007 | Argentyna | Primera B Nacional | 32  | 10  | —  | —        | —             | —  | —   | 32  | 10  |
| Chacarita Juniors | 2007–2008 | Argentyna | Primera B Nacional | 19  | 6   | —  | —        | —             | —  | —   | 19  | 6   |
| Albacete Balompié | 2007–2008 | Hiszpania | Segunda División   | 16  | 2   | —  | —        | —             | —  | —   | 16  | 2   |
| Chacarita Juniors | 2008–2009 | Argentyna | Primera B Nacional | 30  | 14  | —  | —        | —             | —  | —   | 30  | 14  |
| Chacarita Juniors | 2009–2010 | Argentyna | Primera División   | 13  | 4   | —  | —        | —             | —  | —   | 13  | 4   |
| Xerez CD          | 2009–2010 | Hiszpania | Primera División   | 11  | 1   | —  | —        | —             | —  | —   | 11  | 1   |
| Arsenal Sarandí   | 2010–2011 | Argentyna | Primera División   | 23  | 3   | —  | —        | —             | —  | —   | 23  | 3   |
| Deportivo Quito   | 2011      | Ekwador   | Serie A            | 18  | 8   | —  | —        | CS            | 2  | 0   | 20  | 8   |
| Deportivo Quito   | 2012      | Ekwador   | Serie A            | 11  | 9   | —  | —        | CL            | 8  | 8   | 19  | 17  |
| Puebla            | 2012–2013 | Meksyk    | Liga MX            | 32  | 8   | 7  | 7        | —             | —  | —   | 39  | 15  |
| Puebla            | 2013–2014 | Meksyk    | Liga MX            | 31  | 10  | —  | —        | —             | —  | —   | 31  | 10  |
| Pachuca           | 2014–2015 | Meksyk    | Liga MX            | 14  | 5   | —  | —        | LMC           | 2  | 0   | 16  | 5   |
| Puebla            | 2014–2015 | Meksyk    | Liga MX            | 16  | 9   | 4  | 2        | —             | —  | —   | 20  | 11  |
| Puebla            | 2015–2016 | Meksyk    | Liga MX            | 27  | 10  | 1  | 0        | CL            | 2  | 2   | 30  | 12  |
| Puebla            | 2016–2017 | Meksyk    | Liga MX            | 0   | 0   | 0  | 0        | —             | —  | —   | 0   | 0   |
| Ogółem            |           |           |                    |     |     |    |          |               |    |     |     |     |
| Argentyna         | Argentyna | Argentyna | 150                | 62  | —   | —  | —        | —             | —  | 150 | 62  |     |
| Hiszpania         | Hiszpania | Hiszpania | 27                 | 3   | —   | —  | —        | —             | —  | 27  | 3   |     |
| Ekwador           | Ekwador   | Ekwador   | 29                 | 17  | —   | —  | CS + CL  | 10            | 8  | 39  | 25  |     |
| Meksyk            | Meksyk    | Meksyk    | 120                | 42  | 12  | 9  | LMC + CL | 4             | 2  | 136 | 53  |     |
| Ogółem            | Ogółem    | Ogółem    | Ogółem             | 326 | 124 | 12 | 9        | CS + CL + LMC | 14 | 10  | 352 | 143 |

- CS – Copa Sudamericana
- CL – Copa Libertadores
- LMC – Liga Mistrzów CONCACAF